# Schweizerische UNESCO-Kommission
| Kürzel                       | SUK             |
| Gründungsdatum               | 6. Mai 1949     |
| Präsident                    | Thomas Zeltner  |
| Vizepräsident                |                 |
| Generalsekretär              | Nicolas Mathieu |
| Anzahl Kommissionsmitglieder | 20              |
| Budget                       | CHF 500'000     |
| Website                      | www.unesco.ch   |

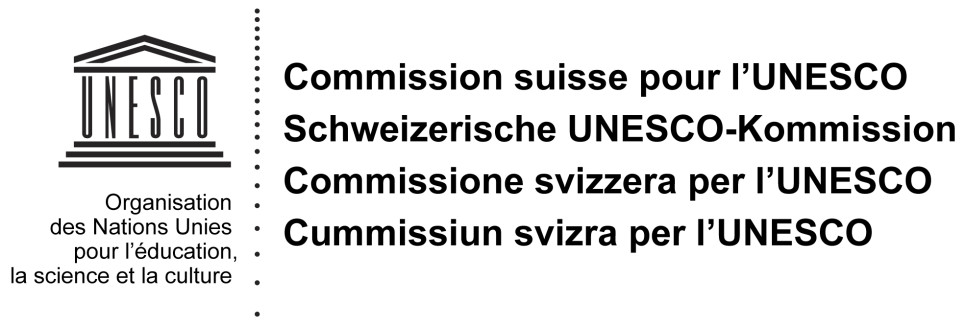
Das aktuelle Logo der Schweizerischen UNESCO-Kommission

Die Schweizerische UNESCO-Kommission (SUK) in Bern ist eine ausserparlamentarische Kommission von 20 Mitgliedern, die vom Bundesrat ernannt wird. Die 20 Mitglieder sind unabhängige Experten aus der ganzen Schweiz.
Ihre Aufgabe ist es, die Verbindung zwischen der UNESCO und der Schweiz herzustellen. Ferner gehören zu ihren Tätigkeiten, die Regierung durch Empfehlungen und Ratschläge zu UNESCO-bezogenen Fragen zu beraten, Wissen über die Arbeit der UNESCO in der Schweiz zu verbreiten und das Interesse an ihr zu wecken.

## Aufgaben
Das Mandat der Kommission besteht darin, ein Verbindungsorgan für alle Angelegenheiten von Interesse für die UNESCO zu sein. Ferner übernimmt sie die Zuständigkeit für die Förderung der nationalen und internationalen intellektuellen Zusammenarbeit in den Zuständigkeitsbereichen der UNESCO, nämlich Bildung, Wissenschaft, Kultur und Kommunikation.
Die Aufgaben umfassen:
- Beraten der Bundesbehörden zu allen Beziehungen der Schweiz zur UNESCO und zu ihrem Engagement für Bildung, Wissenschaft, Kultur und Kommunikation.[3]
- Mobilisierung der Zivilgesellschaft (Einzelpersonen, Verbände, Berufsgruppen, Institutionen, Privatwirtschaft, Medien usw.) und der kantonalen und lokalen Behörden rund um die Werte und Prinzipien der UNESCO.
- Brücken bauen zwischen der internationalen Gemeinschaft, der Zivilgesellschaft in der Schweiz und politischen Gremien.
- Beitrag zur Verwirklichung der Ziele der UNESCO durch die Durchführung von Aktivitäten.

Auf praktischer Ebene resultieren die Aktivitäten der SUK unter anderem in der Organisation von Veranstaltungen, in der Veröffentlichung von Publikation; in der Formulierung von Positionen oder in der Verbreitung von Informationen.

## Organisation
Die Kommission hat 20 Mitglieder, darunter den Präsidenten, welcher vom Bundesrat für die Dauer einer Amtszeit (vier Jahre) ernannt wird. Die Mitglieder der Kommission verpflichten sich, Interdisziplinarität, Interkulturalität und Internationalität zu fördern und sich für die Förderung und Verbreitung der Ideale der UNESCO einzusetzen. Die Mitglieder sind in Form eines Milizmandates angestellt.
Die Kommission hat zwei Organe, die für einen reibungslosen Ablauf ihrer Tätigkeit sorgen: die Generalversammlung und das Sekretariat. Die Kommission beruft ein- oder zweimal jährlich eine Mitgliederversammlung ein.
Das Eidgenössische Departement für auswärtige Angelegenheiten (EDA) stellt der Kommission ein Sekretariat und ein operatives Budget zur Verfügung. Das Sekretariat unterstützt die Kommission in ihrer Rolle als beratendes Organ der Bundesbehörden in allen Fragen der Beziehungen der Schweiz zur UNESCO.

## Tätigkeitsbereiche

### Bildung
Die UNESCO vertritt die Meinung, dass das Lernen in den ersten Lebensjahren die Grundlage für die Entwicklung eines Menschen ist. Auf dieser Grundlage arbeitet die Schweizerische UNESCO-Kommission seit 2006 unter anderem daran, Chancengleichheit und Qualität in der frühkindlichen Bildung in der Schweiz zu verbessern. Sie hat die erste Schweizer Grundstudie zur frühkindlichen Bildung in Auftrag gegeben und zusammen mit dem Schweizerischen Netzwerk für außerfamiliäre Pflege das erste pädagogische Referenzdokument zur frühen Kindheit, den Rahmen für Ausbildung, Rezeption und frühkindliche Bildung publiziert. In Zusammenarbeit mit dem Swiss Extrafamilial Care Network und dem CH Parent Training führte die Kommission die Early Promotion Project Platform durch. Sie hat auch verschiedene regionale und nationale Netzwerk- und Austauschtreffen organisiert und an verschiedenen Expertengremien teilgenommen.

### Wissenschaft
Die internationale wissenschaftliche Zusammenarbeit steht im Mittelpunkt des Mandats der UNESCO. Die wissenschaftlichen Aktivitäten der UNESCO werden hauptsächlich durch ihre internationalen wissenschaftlichen Programme umgesetzt, welche es der UNESCO ermöglichen, zum Wissenstransfer und zur Verbreitung von Ergebnissen beizutragen. Ein besonderer Schwerpunkt liegt dabei auf der nachhaltigen Entwicklung, beispielsweise durch das Programm "Menschen und Biosphäre" (MAB), das die UNESCO-Biosphärenreservate umfasst. Diese Vorzeigeregionen fördern die ökologisch nachhaltige wirtschaftliche Entwicklung der dort ansässigen Bevölkerung. Zurzeit hat die Schweiz zwei Biosphärenreservate: die UNESCO Biosphäre Entlebuch (Kanton Luzern) und die Biosfera Val Müstair (Kanton Graubünden).
Mit der Annahme der Agenda 2030 für nachhaltige Entwicklung im Jahr 2015 steht die Wissenschaft im Mittelpunkt grundlegender Fragen. Viele der Ziele der Agenda 2030 erfordern eine erhebliche wissenschaftliche Unterstützung für deren Umsetzung.
Die UNESCO befasst sich sowohl mit Natur- als auch mit Sozial- und Geisteswissenschaften.

### Kultur
Die Abfassung und Annahme der UNESCO-Konventionen im Bereich der Kultur geht auf das Ersuchen der Mitgliedstaaten zurück, internationale Normen auszuarbeiten, die als Grundlage für die Festlegung ihrer nationalen Kulturpolitik und die Vertiefung ihrer Zusammenarbeit dienen können. Die kulturellen Konventionen der UNESCO ergänzen einander aufgrund ihrer unterschiedlichen thematischen Ausrichtung und bilden eine Referenznorm für die nationale Kulturpolitik. Die Schweiz hat 5 der 6 Kulturübereinkommen der UNESCO ratifiziert.
Im Bereich Welterbe koordiniert die Kommission im Inland alle involvierten Akteure, sie vermittelt die Welterbestätten als Ganzes und sensibilisiert die Öffentlichkeit für die Werte des Welterbes.

## Geschichte und Eckdaten
Die Schweiz trat am 28. Januar 1949 der UNESCO bei. Am 6. Mai 1949 wurde die Schweizerische UNESCO-Kommission (SUK) durch Beschluss des Bundesrates am Eidgenössischen Departement für auswärtige Angelegenheiten (EDA) angegliedert.

### Eckdaten
Die Schweiz war 1945 an der Konferenz der Vereinten Nationen zur Errichtung einer Bildungs- und Kulturorganisation, welche vom 1. bis 16. November 1945 in London stattfand, mit zwei Beobachtern vertreten. Es handelte sich um den Schweizer Psychologen Jean Piaget (erster Präsident der SUK und Direktor des Internationalen Büros für Bildung in Genf) und Jean Weigle, Professor an der Universität Genf. Die Schweiz schickte im November 1946 Jean de Salis, Professor an der Eidgenössischen Technischen Hochschule, als Beobachter an die erste UNESCO-Generalkonferenz in Paris. Dort stellte er im Namen des Bundesrates ein Beitrittsgesuch. Der Wirtschafts- und Sozialrat der Vereinten Nationen (ECOSOC), welcher das Gesuch im März 1947 behandelte, hatte keine Einwände gegen den Beitritt der Schweiz. Das UNESCO-Exekutivkomitee beschloss an seiner Sitzung im April 1947, den Beitritt der Schweiz zur UNESCO-Generalkonferenz zu empfehlen. An ihrer zweiten Tagung in Mexiko-Stadt am 7. November 1947 nahm die Generalkonferenz einstimmig den Vorschlag des Exekutivrats an. Der Bundesrat setzte einen Studienausschuss und einen Beirat ein, die sich um die Konstituierung einer künftigen Schweizerischen UNESCO-Kommission kümmern mussten. In seiner Botschaft vom 20. August 1948 forderte der Bundesrat die Bundesversammlung auf, das Übereinkommen zur Gründung der UNESCO vom 16. November 1945 zu unterzeichnen und den Bundesbeschluss über den Beitritt der Schweiz zur UNESCO zu akzeptieren.
1949: Am 28. Januar 1949 wird die Schweiz Mitglied der UNESCO. Am 6. Mai 1949 konstituiert der Bundesrat auf der Grundlage von Artikel VII der Verfassung der UNESCO die Schweizerische UNESCO-Kommission. Jean Piaget (1949–1952) wurde zum ersten Präsidenten ernannt. Ihm folgten Pierre Bourgeois (1953–1957), Ernst Boerlin (1958–1968), Georges-André Chevallaz (1969–1970), Charles Frédéric Ducommun (1971–1975), Felix Schnyder (1976–1980), Ernesto Thalmann (1981–1984), Edgar Tripet (1985–1992).
In den ersten zehn Jahren hatte die SUK keinen hauptamtlichen Generalsekretär. Diese Aufgabe übernahm der stellvertretende Leiter der Abteilung Internationale Organisationen des EDA. Sie waren nacheinander Maurice Bastian (1949–1953), Fernand Bernoulli (1953–1954), Max König (1954–1956) und Sven Stiner (1956–1959). Der Nationalrat Ernst Börlin, Direktor der öffentlichen Bildung des Kantons Basel-Landschaft und Präsident der SUK (1958–1968), ermutigte durch Beschluss des Präsidiums der SUK vom 20. Juni 1959 und durch Max Petitpierre, Leiter des EDA, unterbreitete dem Bundesrat am 18. September 1959 einen Antrag zur Schaffung eines permanenten Postens des Generalsekretärs der Kommission. Der erste vom Bundesrat ernannte Generalsekretär trat 1960 sein Amt an. Es handelte sich um den Freiburger Jean-Baptiste de Weck (1960–1966). Von 1970 bis 1972 war die Genfer Philosophin Jeanne Hersch Mitglied des Exekutivrats der UNESCO. Zur gleichen Zeit war sie Mitglied der SUK.
Nach dem Rücktritt von Edgar Tripet ernannte der Bundesrat die ehemalige Nationalrätin Doris Morf 1993 zur Präsidentin der Schweizerischen UNESCO-Kommission für den Zeitraum 1993–1996. Die ehemalige Schweizer Vertreterin im Europarat war die erste Frau, die der Kommission in dieser Funktion vorstand. Im November 1997 wurde Francesca Gemnetti zur Präsidentin der SUK ernannt. Diese Ernennung ermöglichte es der italienischsprachigen Minderheit, die SUK zum ersten Mal zu leiten. Mit Madeleine Viviani bekam die Schweizerische UNESCO-Kommission 2003 ihre erste Generalsekretärin. Jean-Bernard Münch, ehemaliger Direktor der Union europäischer Rundfunkgesellschaften und ehemaliger Präsident der SRG, trat 2012 das Amt des Präsidenten der SUK an; Nicolas Mathieu übernahm das Amt des Generalsekretärs. Seit 2020 ist Thomas Zeltner, ehemaliger Direktor des Bundesamts für Gesundheit, Präsident.

## Publikationen
- Welterbe in der Schweiz (2012). Bern: Schweizerische UNESCO-Kommission, ISBN 978-3-905782-73-8.